# Metacnephia trispina
Metacnephia trispina är en tvåvingeart som först beskrevs av Rubstov 1973.  Metacnephia trispina ingår i släktet Metacnephia och familjen knott. Inga underarter finns listade i Catalogue of Life.